# Нижний Катрух
Нижний Катрух (азерб. Ашағы Гатрух, лак. Лув Чатлухъи) — село в Рутульском районе Республики Дагестан. Образует сельское поселение село Нижний Катрух как единственный населённый пункт в его составе.

## Физико-географическая характеристика
Географическое положение
Нижний Катрух расположен в расселине гор Самурского хребта, где он стыкуется с Главным Кавказским хребтом, у реки Хиривалю, одного из притоков Самура, частично занимая её правый и левый борта. Часть селения, на правом борту реки Хиривалю, расположено в языковой части древнеоползневого массива.
Село расположено на обоих берегах реки Хиривалю, а также на правом берегу её притока — Гульгя.
На территории села растёт 500-летний дуб, включённый в реестр деревьев-памятников природы, является одним из старейших деревьев России.

## История
Нижний Катрух, Верхний Катрух и Аракул возникли на рутульской территории в XVIII веке, и вероятно возникли после того как Сурхай-хан I захватил Ихрек.
На расстоянии в 1 км к северо-востоку от Нижнего Катруха, по дороге в Верхний Катрух, возле башни Сурхай-хана расположен нижнекатрухский могильник с каменными ящиками. В них были обнаружены глиняные сосуды, бронзовые браслеты, колечки, серьги и бусы. Вблизи села также сохранились следы средневекового поселения.
По одной из легенд жителей села, какой-то казикумухский хан имел в этом месте дачу и поселил при ней семеро подвластных ему человек, из которых двое были лезгины, двое азербайджанцы и три лакца. Лезгины и азербайджанцы являлись пленными. От этих семи человек будто бы и произошли жители Нижнего Катруха, причём победу здесь одержал азербайджанский язык. Есть иное повествование, согласно которому казикумухский хан Сурхай I, по завершении войны с персидским шахом Надиром, выдал лакских девушек замуж за военнопленных из шахского войска и отвёл им землю для основания аула, коим стал Нижний Катрух. В самом Нижнем Катрухе имеется квартал «мугъаллар» (так называют азербайджанцев) и одноимённый тухум от слова «мугъал»; жителями ещё двух кварталов — «къатыргилар» и «саманчияр», являются коренные жители Ширвана, переселившиеся в Дагестан.
В годы Великой Отечественной войны на фронт из селения Нижний Катрух было призвано 114 человек.
В 1939 году более ста хозяйств из Нижнего Катруха были переселены в Магарамкентский район в село Новый Аул, куда были также переселены лезгины и рутульцы. Небольшие группы из селения живут также в других селениях и городах Дагестана и других регионов России. Более ста семей живут в Махачкале и Каспийске, более 70 — в Кизляре, около 60 — в селении Тарумовка. Небольшие группы живут также в Москве, Санкт-Петербурге, Калужской области, на Ставрополье.

## Население и язык
В дореволюционной литературе жители Нижнего Катруха обычно ошибочно указывались как казикумухцы или лаки (в обоих случаях лакцы). По «Кавказскому календарю» на 1857 год население Нижнего Кэтрыха (оригинальное название ﺍﺸﺍﻘﺎ ﻛﺘﺮﻴﻎ, то есть Ашага Катрих) Казикумухского ханства составляют «лезгины»-сунниты с аварским (ошибочно) языком. В Списке населённых мест, составленном в 1860-х годах А. Комаровым, ошибочно написал, языком Нижнего Катруха (он же Большой Катрух, Лу-Чатлух, Катрих) является лакский.
По сведениям 1884 года население Нижнего Катруха Лучекского наибства Самурского округа состоит из 672 человек, которые относятся к обществу рутульскому, по вероисповеданию сунниты, а язык — тюркский. В списке населённых мест Дагестанской области, составленном в 1888 году, они отмечены как «лезгины»-сунниты с татарским (то есть азербайджанским) языком. То, что язык жителей азербайджанский, можно встретить в научной литературе XIX века. Например, П. К. Услар, исследовавший в 1860-х годах лакский язык, отметил, что в Казикумухском округе «...говорят... тюрко-адербиджанским в Нижн. Катрухе». Гасан Алкадари в своём сочинении «Асари Дагестан» (1891) указывал, что общество Катрух Самурского округа говорит по-азербайджански (комментируя это место, его сын Али Гасанов в 1929 году ошибочно писал, что Катрух также «относится к „некоторым обществам“, говорящим на казикумухском (лакском) языке»).
Перепись 1926 года зафиксировала жителей Нижнего Катруха как тюрок (то есть азербайджанцев).
По переписи 2010 года основное население села представлено азербайджанцами. Жители села говорят на особом нижнекатрухском диалекте азербайджанского языка.
| 1895 | 1926 | 1939 | 1959 | 1970 | 1989 | 2002 |
| ---- | ---- | ---- | ---- | ---- | ---- | ---- |
| 784  | ↗885 | ↘877 | ↘726 | ↗953 | ↘683 | ↗710 |
| 2010 | 2012 | 2013 | 2014 | 2015 | 2016 | 2017 |
| ↘429 | ↘401 | ↘387 | ↘374 | ↘349 | ↗352 | ↘333 |
| 2018 | 2019 | 2020 | 2021 | 2023 | 2024 | 2025 |
| ↘312 | ↘311 | ↘307 | ↗481 | ↗486 | ↘480 | ↘476 |